# TOYOTA LONGPASS EXPRESS

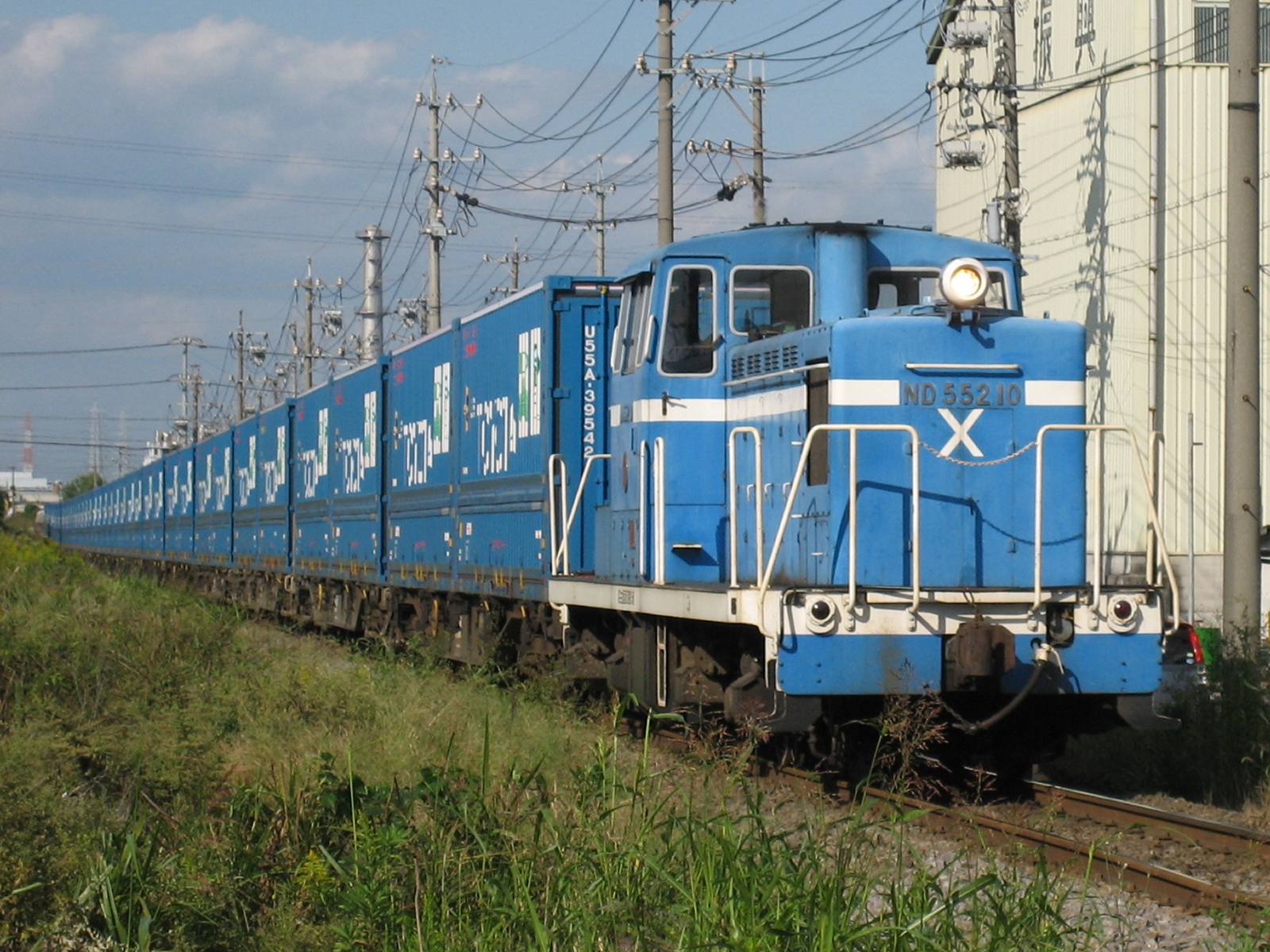
名古屋臨海鉄道南港線を名古屋南貨物駅方面へ向かう列車

TOYOTA LONGPASS EXPRESS（トヨタ ロングパス エクスプレス）は、日本貨物鉄道（JR貨物）および名古屋臨海鉄道が2006年11月15日より運転している、トヨタ自動車の製品を運ぶために専用に組成されたコンテナ貨物列車の愛称。通称は「ロンパス」「トヨロン」「TLE」。
同列車は、愛知県をはじめとした中京圏に所在するトヨタ系諸工場で生産された部品を、トヨタ自動車東日本（旧・関東自動車工業）岩手工場がある岩手県胆沢郡金ケ崎町に運ぶため、名古屋南貨物駅と盛岡貨物ターミナル駅の間を1日1往復運行しており、同工場への部品輸送量の約8割を担っている。
自動車部品の工場間輸送は従来内航海運に多くを委ねてきたが、各種情勢の変化から輸送力が飽和しつつあり、増産分を鉄道輸送に移管する方針が採られたために設定された列車である。モーダルシフトの一環としての意義も有するが、厳密には本来のモーダルシフト（トラック輸送から鉄道・船舶輸送への移行）とは趣旨が異なる。

## 運行体系
名古屋南貨物駅（名古屋臨海鉄道） - 盛岡貨物ターミナル駅を東海道本線・東北本線経由で運行する。列車種別は最高速度100km/hの高速貨物列車で、所要時間は15 - 20時間である。
コキ100系コンテナ車コキ105形を主体とし必要に応じてコキ104・106・107形を増解結して編成を組成し、専用コンテナ（U55A形）を最大40個積載する。牽引する機関車は、名古屋南貨物駅 - 新鶴見信号場間はEF210形、新鶴見信号場 - 盛岡貨物ターミナル駅間はEH500形を用いる。
運行経路は、名古屋南貨物駅 - （名古屋臨海鉄道南港線・東港線） - 笠寺駅 - （東海道本線） - 新鶴見信号場 - （武蔵野線） - 大宮操車場 - （東北本線） - 盛岡貨物ターミナル駅 である。現運行列車はすべて武蔵野線経由である。途中停車駅は、運転停車を除き存在しない。運行開始時は、両側の駅を深夜に出発し翌日午後に相手側に到着するダイヤと、両側の駅を午前中に出発し、翌日早朝に相手側に到着するダイヤが組まれた。
運転開始当初は土休日（発駅基準）を除いて1日1往復の運行となっていたが、2007年10月22日からは土休日を除き1日2往復となった。その後、世界的な不況による工場の減産のため2009年3月からは1往復を運休扱いとしたが、エコカー減税などの優遇措置や生産体制の再編により同年中に2往復運行に戻った。2016年には再び1往復が臨時列車となり、盛岡ターミナル行きは12両と8両の2便とされ、1本は定期列車、もう1本は八戸貨物駅行き定期列車4083レ後部に併結されて終着していた。2017年にはコンパクトクロスオーバーSUV車C-HR増産のため、再び増解結なしの2往復運行に戻った。同年9月からは佐川急便が北東北向けの宅配便にコンテナ1個を占有し混載にて輸送を始めている。
現列車番号は名古屋南貨物駅発の列車は新鶴見までと新鶴見から先が2050・4051列車（深夜発）と、盛岡貨物ターミナル駅発の列車は、新鶴見までと新鶴見から先が4052・2051列車（午前発）である。
2往復時代はこれに2052・4053列車（昼発）と4054・2053列車（深夜発）があった。
コンテナは盛岡貨物ターミナル駅で専用トレーラーに積み替え、東北自動車道・国道4号を経由して岩手工場まで運ばれている。
部品輸送を効率化をするために岩手工場に近い北上市相去町の中小企業基盤整備機構が所有する産業用地（旧・北上操車場）にJR貨物駅を新設する構想があったが、2015年に断念された。